# Solomon ben Buya'a

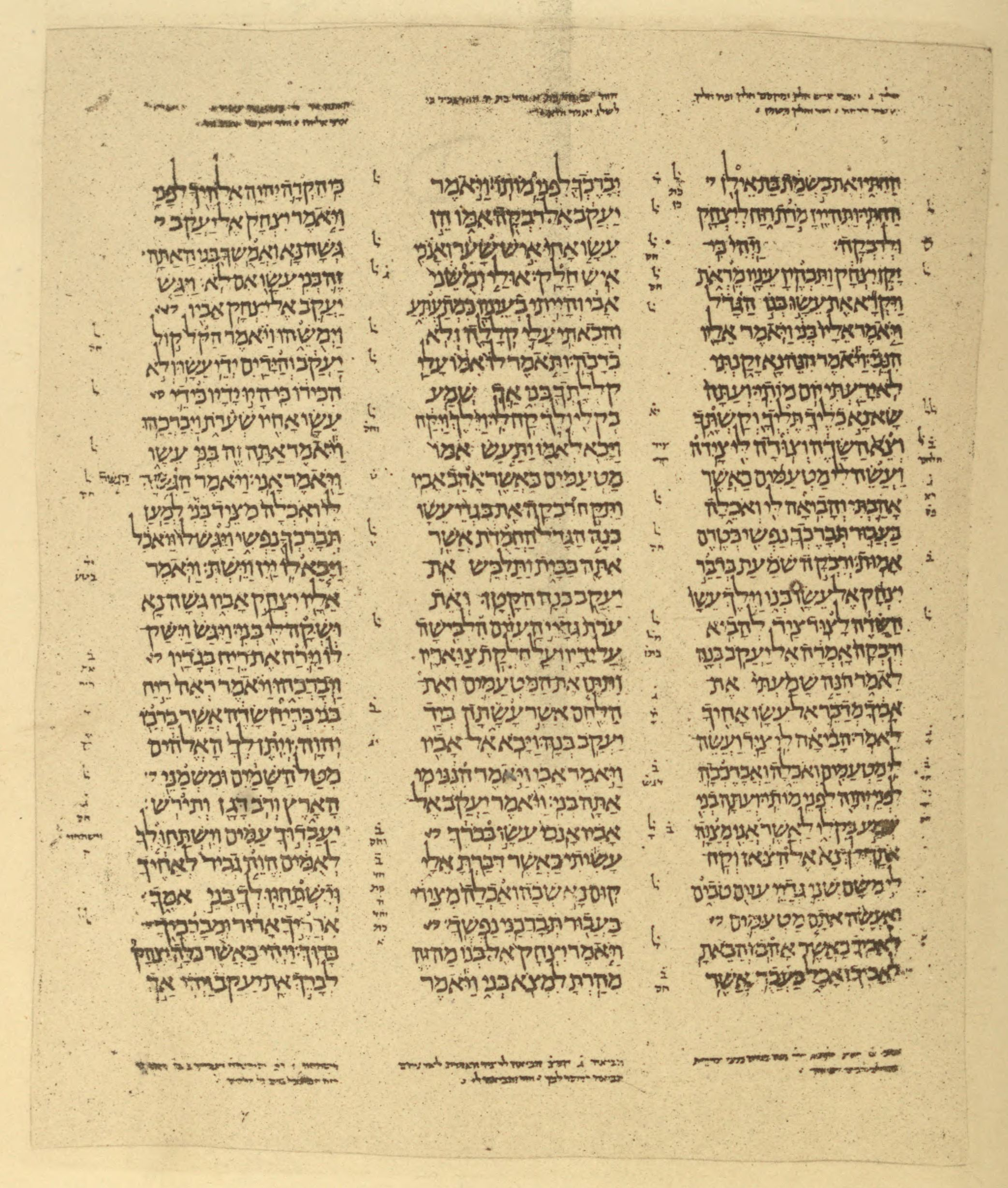
–, Codex von Aleppo

Solomon Halevi ben Buya'a (hebräisch שלמה בן בויאעא; * im 9. Jahrhundert) war ein jüdischer Schreiber, der vor allem durch seine Mitwirkung an der Erstellung des Codex von Aleppo bekannt wurde.

## Leben und Wirken
Solomon ben Buya'a wirkte um das Jahr 920 n. Chr. in Tiberias. Tiberias war zu dieser Zeit ein bedeutendes Zentrum jüdischer Gelehrsamkeit und insbesondere für die Entwicklung der masoretischen Tradition bekannt. Ben Buya’a war ein Meisterschreiber (Sofer), dessen Aufgabe es war, den Tanach mit größter Sorgfalt abzuschreiben. Ben Buya’a war für die Abschrift des Textes des Codex von Aleppo verantwortlich, der ursprünglich nur aus Konsonanten bestand. Die eigentliche masoretische Bearbeitung – das Setzen der Vokalzeichen, Akzente und masoretischen Anmerkungen – übernahm der Masoret Aaron ben Ascher. Die Zusammenarbeit zwischen Solomon ben Buya'a und Aaron ben Asher führte zu einem Werk, das als überaus präzise Version des Tanach angesehen wurde.